# Championnat féminin de la CONCACAF 1998
Navigation
Édition précédente Édition suivante
Le Championnat féminin de la CONCACAF 1998 est la quatrième édition du Championnat féminin de la CONCACAF, qui met aux prises les 8 meilleures sélections féminines de football d'Amérique du Nord, d'Amérique centrale et des Caraïbes affiliées à la CONCACAF. La compétition se déroule au Canada du 28 août au 6 septembre 1998. Elle sert également de tournoi qualificatif pour la Coupe du monde féminine de football 1999 qui se déroule aux États-Unis et pour laquelle le vainqueur du Championnat se qualifie directement, alors que le finaliste accède à un barrage intercontinental contre une équipe de la CONMEBOL.

## Villes et stades
| \| Toronto \| |                         |
| \| Toronto \| | Toronto Canada          |
| ------------- | ----------------------- |
| \| Toronto \| | Centennial Park Stadium |
| \| Toronto \| | Capacité: 2 200         |
| \| Toronto \| |                         |
| \| Toronto \| | Toronto                 |

## Nations participantes
| Équipe                 |                       |                       |
| Zone Amérique du Nord  | Zone Amérique du Nord | Zone Amérique du Nord |
| ---------------------- | --------------------- | --------------------- |
| Canada (hôte)          |                       |                       |
| Mexique                |                       |                       |
| Zone Caraïbes          |                       |                       |
| Haïti                  |                       |                       |
| Martinique             |                       |                       |
| Porto Rico             |                       |                       |
| Trinité-et-Tobago      |                       |                       |
| Zone Amérique centrale |                       |                       |
| Costa Rica             |                       |                       |
| Guatemala              |                       |                       |

## Compétition

### Phase de groupes
Le format du premier tour est celui d'un tournoi toutes rondes simple. Chaque équipe joue un match contre toutes les autres équipes du même groupe.
- Victoire : 3 points ;
- Match nul : 1 point ;
- Défaite : 0 point.